# 쓰리 썸머 나잇
《쓰리 썸머 나잇》은 2015년에 개봉한 대한민국의 영화이다.

## 캐스팅
- 김동욱 : 차명석 역
- 임원희 : 구달수 역
- 손호준 : 왕해구 역
- 윤제문 : 마기동 역
- 류현경 : 지영 역
- 심은진 : 달샤벳 매니저 역
- 이도은 : 유선 역
- 지율 : 달샤벳 지율 역
- 이호연 : 기동파 넘버 2 역
- 장지건 : 기동파 넘버 3 역
- 변수미 : 변수미 역
- 조은빛 : 슬기 역
- 이돈희 : 국 회장 역
- 황상경 : 건달 1 역
- 강지우 : 건달 2 역
- 박대규 : 건달 3 역
- 이유미 : 정 형사 역
- 김영환 : 박 형사 역
- 허성태 : 강 형사 역
- 이정호 : 김 형사 역
- 이장원 : 털보 역
- 양동훈 : 털보동생 1 역
- 임채선 : 털보동생 2 역
- 연송하 : 호피비키니 역
- 이현지 : 파란비키니 역
- 윤이서 : 핑크비키니 역
- 한시연 : 해변작업녀 1 역
- 최나진 : 해변작업녀 2 역
- 송채린 : 해변작업녀 3 역
- 김리우 : 근육남 1 역
- 정종우 : 근육남 2 역
- 정승민 : 근육남 3 역
- 이신범 : 대리기사 역
- 홍희원 : 기자 역
- 김승필 : 추격 경찰 1 역
- 홍광석 : 추격 경찰 2 역
- 이주현 : 플라잉피쉬남 역
- 쥰키 : 클럽 DJ 역
- 하니 : 글래머녀 역
- 양영택 : 해변남 역
- 김진구 : 해변남 역
- 강정민 : 해변남 역
- 안재훈 : 해변남 역
- 오아린 : 해변녀 역
- 배민정 : 해변녀 역
- 이채영 : 해변녀 역
- 진해랑 : 해변녀 역
- 전수연 : 클럽녀 역
- 양대중 : 봉봉불쇼남 역
- 유성모 : 봉봉불쇼남 역
- 오지훈 : 횟집 손님 역
- 방창배 : 파라솔 알바 역
- 전은진 : 클럽 전단지녀 역
- 이원구 : 과거 신참형사 역
- 서성종 : 과거 고참형사 역
- 박현수 : 과거 리포터 역
- 정예인 : 어린 지영 역
- 김한 : 비뇨기과의사 역
- 양원석 : 콜센터 팀장 역
- 박지연 : 호텔직원 역
- 유하은 : 악사여친 역
- 김태현 : 클럽기도 역
- 김기성 : 모텔주인 역
- 김현숙 : 파라솔할머니 역
- 오기환 : 파라솔 할아버지 역
- 변정현 : 슬기 바람남 역
- 박상훈 : 고객센터 진상 역
- 고인범 : 고 팀장 역
- 권용운 : 과거 담임 역
- 한지상 : 수사과장 역
- 김기호 : 서장 역
- 양주호 : 클럽매니저 역
- 조정치 : 악사 역 (특별출연)
- 달샤벳 (특별출연)